# Cratere Zhufan
Zhufan è un cratere sulla superficie di Marte.